# Corydoras weitzmani
Corydoras weitzmani är en fiskart som beskrevs av Nijssen, 1971. Corydoras weitzmani ingår i släktet Corydoras och familjen Callichthyidae. Inga underarter finns listade i Catalogue of Life.